# Sant Guim de Freixenet
Sant Guim de Freixenet (em catalão e oficialmente) ou San Guim de Freixanet (em castelhano) é um município da Espanha na comarca de Segarra, província de Lérida, comunidade autónoma da Catalunha. Tem 25,1 km² de área e em 2021 tinha 1 059 habitantes (densidade: 42,2 hab./km²).

## Demografia
| Variação demográfica do município entre 1991 e 2004 [carece de fontes?] | Variação demográfica do município entre 1991 e 2004 [carece de fontes?] | Variação demográfica do município entre 1991 e 2004 [carece de fontes?] | Variação demográfica do município entre 1991 e 2004 [carece de fontes?] |
| ----------------------------------------------------------------------- | ----------------------------------------------------------------------- | ----------------------------------------------------------------------- | ----------------------------------------------------------------------- |
| 1991                                                                    | 1996                                                                    | 2001                                                                    | 2004                                                                    |
| 1051                                                                    | 1056                                                                    | 1009                                                                    | 1071                                                                    |